# Federico Zandomeneghi
Federico Zandomeneghi (Venezia, 2 giugno 1841 – Parigi, 31 dicembre 1917) è stato un pittore impressionista italiano.

## Biografia
Il padre Pietro ed il nonno Luigi, ai quali fu commissionato il monumento a Tiziano per la Chiesa dei Frari, erano entrambi scultori di stile neoclassico. Federico, figlio d'arte, manifestò però una precoce e personale propensione per la pittura, preferita ai rigidi e freddi modelli canoviani. Studiò prima presso l'Accademia di Belle Arti di Venezia e poi in quella di Milano.
Nel 1860, dopo aver scritto ai genitori una lettera piena di sentimenti patriottici in cui comunicava l'intenzione di unirsi alla causa risorgimentale, partì per raggiungere Garibaldi nell'impresa dei Mille.
Nel 1862 si trasferì a Firenze dove rimase quasi cinque anni, entrando in contatto con i Macchiaioli, con i più famosi Signorini, Fattori, Lega come con i meno noti Banti, Borrani e Cabianca. Il gruppo di artisti che si riuniva presso il Caffè Michelangiolo influenzò profondamente il giovane veneziano, lasciando nel pittore un'eredità nel tratto e nello stilema che lo accompagnerà per tutta la sua carriera.
Nel 1866 combatté di nuovo con Garibaldi per la terza guerra d'indipendenza.
Tra il 1866 e il 1874 viaggiò tra Firenze, Venezia e Roma. Le opere di questo periodo risentono dell'intonazione realistica toscana, fondendo la tecnica della macchia con il senso cromatico veneto. In questi anni la critica nazionale cominciò ad accorgersi di lui: è il 1871 quando Pompeo Molmenti scrive per L'arte in Italia un articolo in cui elogia tre giovani pittori veneziani di talento: Guglielmo Ciardi, Alessandro Zezzos e Federico Zandomeneghi. Di quest'ultimo, cui si rimprovera un eccessivo gusto per le novità, viene apprezzata in particolare la spiccata individualità artistica, «una balda sicurezza che viene suggerita da una ferma convinzione in certi principii», nonché una certa aderenza ad una pittura realista, atta a riprodurre la vita quotidiana. In questo periodo di pittura "realista" dipinse nel 1872 Impressioni di Roma che suscitò l'ammirazione di Édouard Manet quando quest'ultimo ebbe la possibilità di ammirarlo esposto alla Pinacoteca di Brera nel 1875.
Il 1º giugno 1874 partì improvvisamente e senza un programma per Parigi. Non avrebbe più fatto ritorno in Italia. È l'anno della nascita dell'Impressionismo, con l'esposizione degli "indipendenti" rifiutati al Salon nello studio del fotografo Nadar a cui partecipa, come unico italiano , invitato da Degas e Manet, Giuseppe De Nittis. Quello di Zandomeneghi doveva essere un soggiorno di qualche settimana: in realtà vi rimase per il resto dei suoi giorni. Si legò presto al gruppo impressionista; al Nouvelle Athènes, uno dei locali in cui i ribelli della pittura si incontravano, Zandomeneghi era uno dei frequentatori più assidui, come ricorda Georges Rivière. Il pittore veneziano stringerà una forte amicizia con Renoir e Degas.
Nel 1878 iniziò l'attività di disegnatore di moda, dopo i primi tentativi, infruttuosi, di entrare in contatto con i mercanti parigini attirati soprattutto dai pittori impressionisti. L'anno successivo espose per la prima volta assieme agli Impressionisti, e da quel momento le sue opere furono sempre presenti nelle esposizioni del movimento che, dopo un avvio turbolento e soggetto ad aspre critiche da parte dei fautori dell'arte accademica e tradizionale, cominciava a dominare la scena parigina. Quando Diego Martelli fece conoscere la nuova poetica in Italia con una conferenza tenuta nel 1880 (e poi pubblicata in opuscolo), nominò tra i membri del sodalizio artistico, assieme a grandi nomi come Renoir e Monet, per le sue frequentazioni, anche Zandomeneghi, unico italiano citato in una lista che comprendeva, tra gli altri, anche Pissarro.
Durante l'anno 1886 soggiornò con il pittore impressionista Guillaumin nella valle della Chevreuse, dipingendo paesaggi finalmenteen plein air. Due anni più tardi, nel 1888, le sue opere entrarono a far parte della sezione italiana dell'Esposizione Universale di Parigi.
Nel 1893 espose presso Durand-Ruel, il quale diventerà il suo mercante. Nel 1908, invece, partecipò alla mostra La comédie humaine alla galleria Georges Petit, insieme a Forain, Van Dongen, Raffaelli. La Biennale di Venezia nel 1914 gli allestì un'esposizione che tuttavia non riscosse successo presso la critica dell'epoca.
Il corpo senza vita del pittore veneziano, al numero 7 di rue Tourlaque, a Montmartre, venne rinvenuto ai piedi del suo letto nel 1917, anno di morte anche dell'amico Edgar Degas. Lo studio venne smantellato, le opere sue e di altri artisti (Fattori, Lega, Signorini) mandate all'asta per pochi soldi.

## Carriera e stile
Dei tre “italiani di Parigi” (con De Nittis e Boldini), Zandomeneghi è quello che ha partecipanto ininterrottamente dal 1879 a tutte le mostre del movimento riproponendone gli stilemi.
La vicinanza dei temi, come le immagini della toilette femminile, i paesaggi parigini, le figure in interno, sono solo un tassello, importante ma non esclusivo, di quella trama di suggestioni tra impressionismo e post-impressionismo, nelle quali si considera necessario inserire la sua arte. La Parigi di Zandomeneghi non è la Parigi elegante, mondana, innovativa e internazionale celebrata da De Nittis e Boldini, ma si racchiude nel quartiere bohèmien per eccellenza, Montmartre, dove l'artista viveva a fianco di Toulouse-Lautrec e della sua modella Suzanne Valadon, che raffigurò nel dipinto Al Caffè Nouvelle Athènes seduta a un tavolino di fronte allo stesso Zandomeneghi.
I soggetti dipinti da Zandomeneghi non ricreano solo il suo ambiente quotidiano ma testimoniano anche il graduale avvicinamento alla poetica impressionista della pittura en plein air, reso più profondo dai vincoli d'amicizia con impressionisti come Pissarro e Guillaumin. 
Accanto alle vedute parigine, gli esterni si arricchiscono dei paesaggi aperti della campagna francese.
La figura femminile è il suo soggetto prediletto e le sue immagini di donne, sia in interni sia in esterni, risentono notevolmente dell'influsso della moderna raffigurazione dell'eleganza diffusa attraverso le riviste di moda. La descrizione delle toilettes, degli elaborati cappelli, dei gesti tipici della moda, come l'indossare i guanti, o muovere il ventaglio, occupa un posto di rilievo nella sua produzione, e a questo filone appartengono molte delle opere più celebri, come Nel palco o Il tè.
La vicinanza a Degas, con il quale Zandomeneghi condivideva l'amore per il disegno, per i valori lineari e per il pastello, si esprime nelle scene di nudo che colgono giovani donne nei gesti quotidiani del risveglio e della toilette.

## Galleria d'immagini

Dipinti di Federico Zandomeneghi
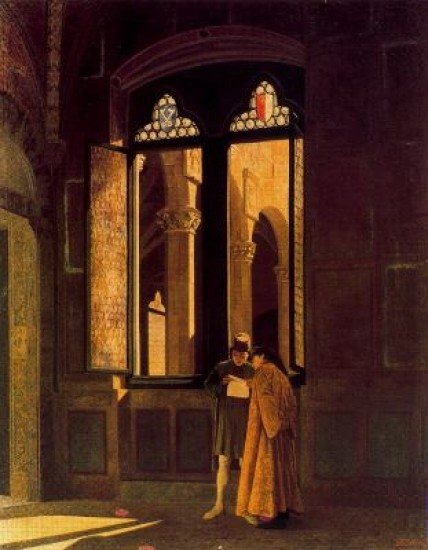
Palazzo Pretorio, 1865 Galleria internazionale d'arte moderna, Venezia
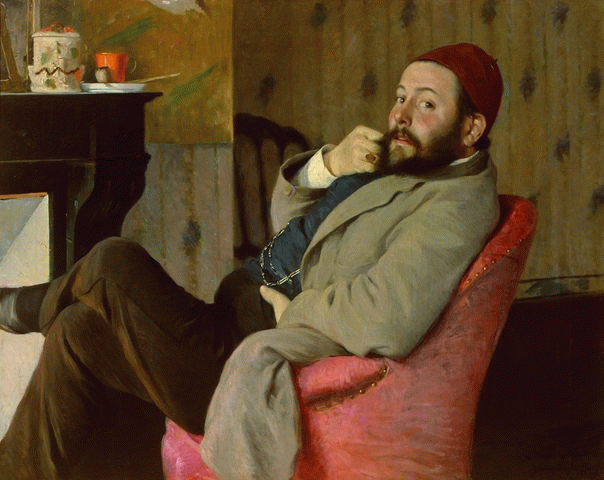
Ritratto di Diego Martelli, 1879 Palazzo Pitti, Firenze
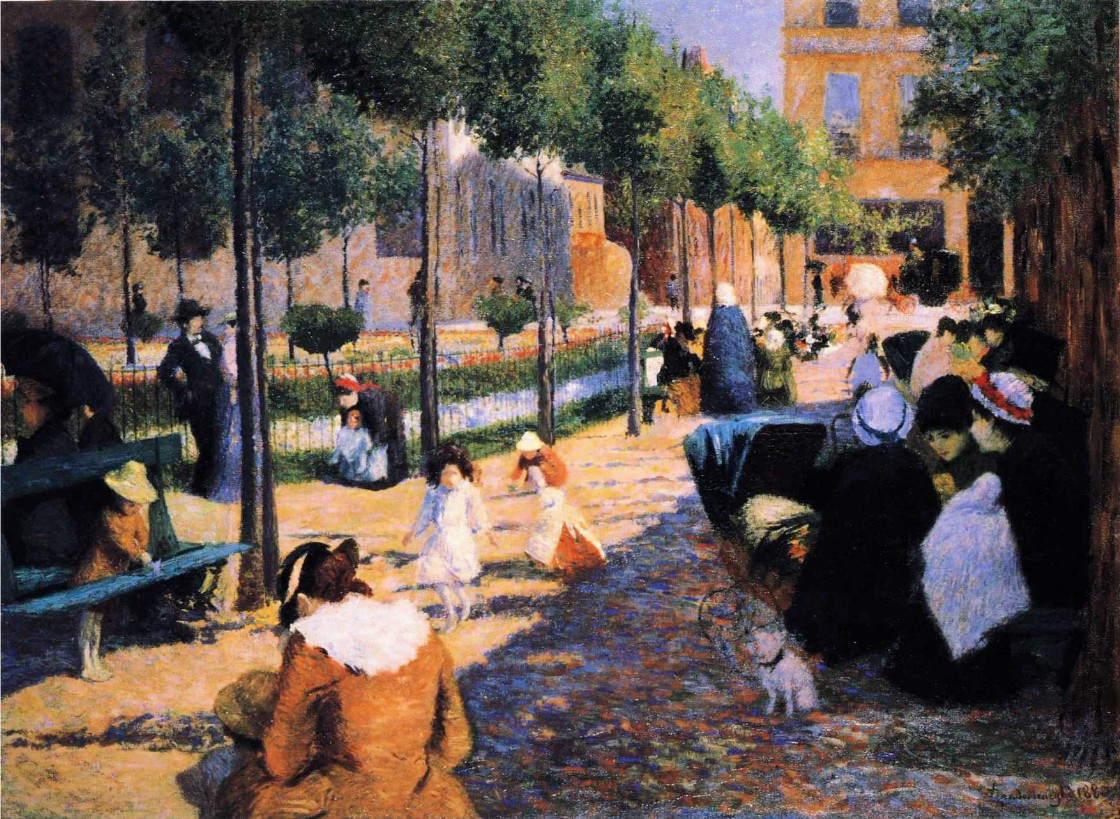
Place d'Anvers, 1880 Galleria d'arte moderna Ricci Oddi, Piacenza
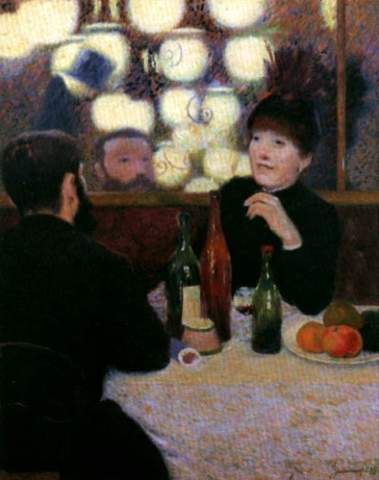
Il Café de la Nouvelle-Athène, 1885 collezione privata
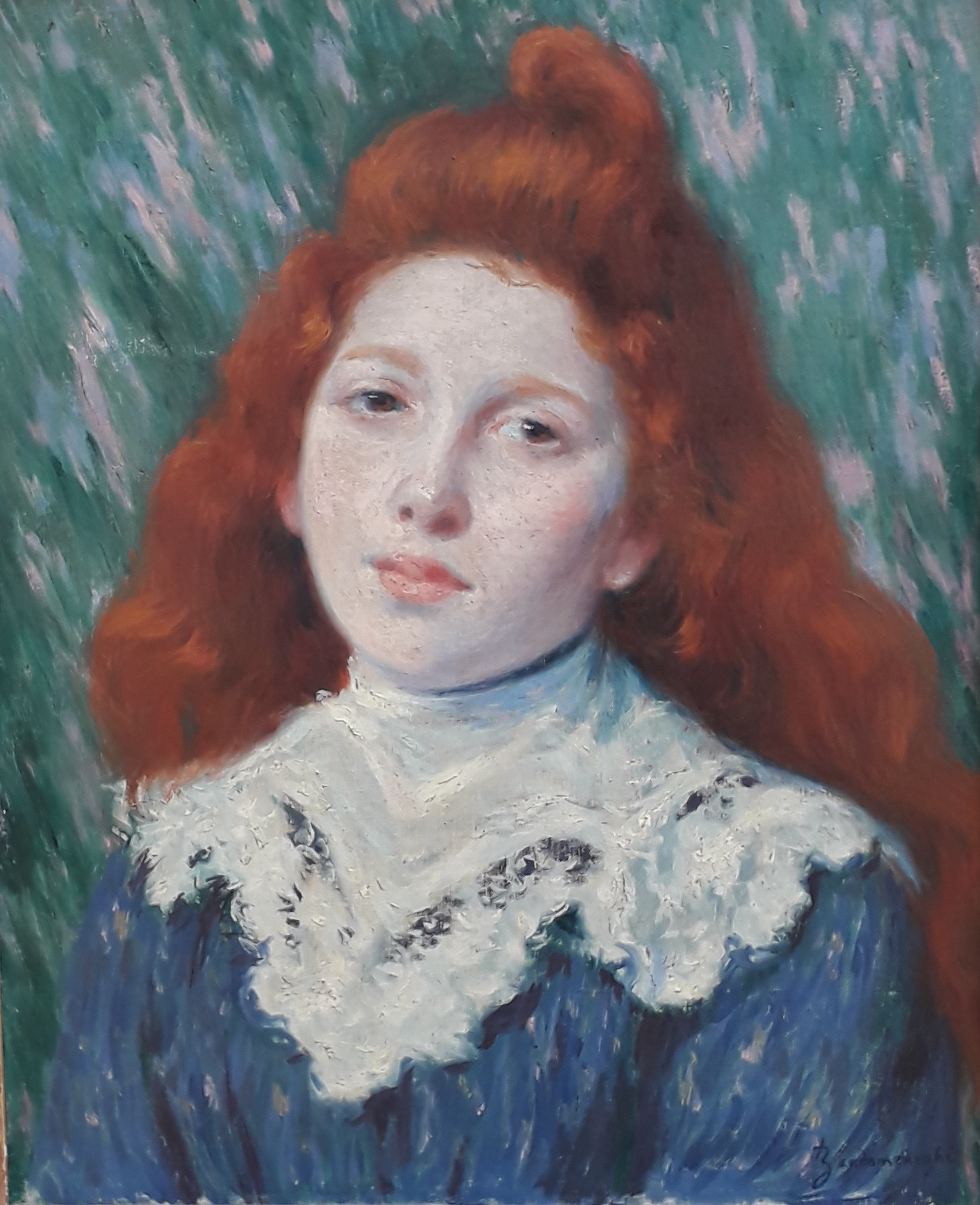
Ragazza dal collaretto bianco, 1890 Galleria d'arte moderna Ricci Oddi, Piacenza
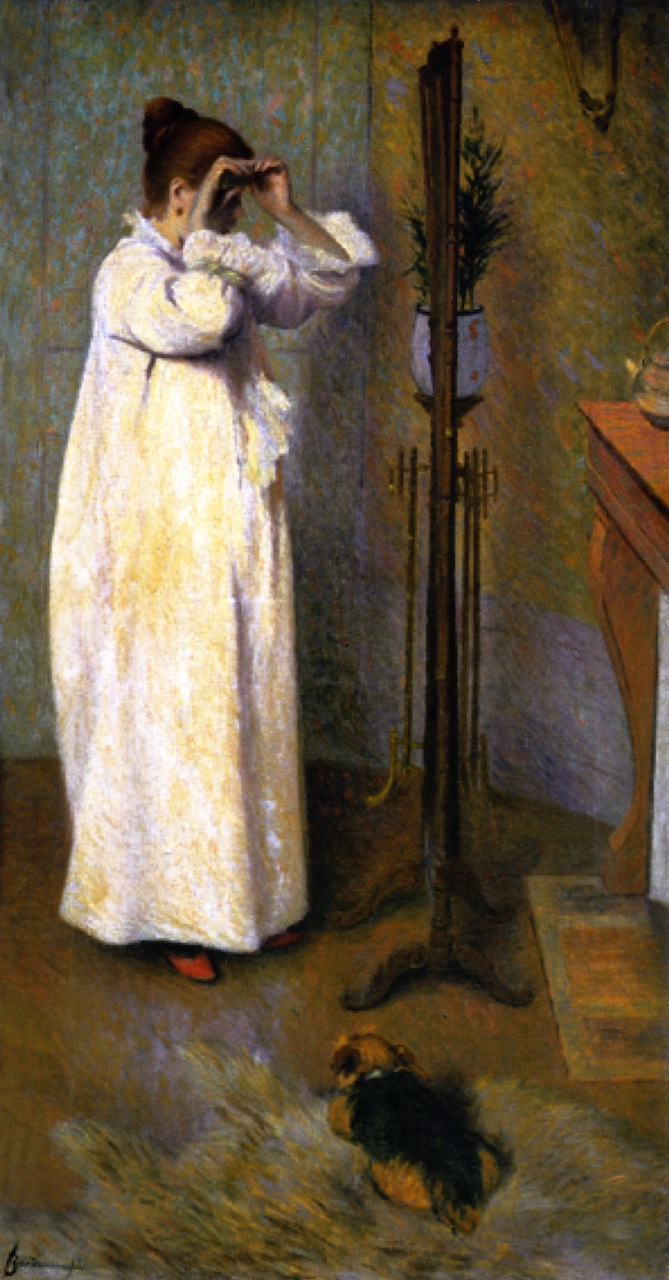
Il ricciolo, 1894-1905 Galleria d'Arte Moderna, Milano